# Fusillades de 2015 à Sarajevo
Le 18 novembre 2015, un homme associé avec la mouvance salafiste de Bosnie a tué deux soldats bosniaques à Sarajevo et dans sa banlieue à Rajlovac,,,.
Selon des témoins, l'homme est entré dans une boutique de paris sportifs et a tiré et tué les deux soldats, avant de sortir et tirer sur un bus, blessant le conducteur et deux passagers,. Un autre soldat et une employée de la boutique ont été blessés. Le tireur  portait un bandeau avec écrits en arabe Allahu akbar. Il a également crié cette phrase lors de l'attaque,,.
Après une chasse à l'homme, la police a encerclé l'attaquant dans le bâtiment où il résidait. Le 19 novembre, l'assaillant s'est suicidé en détonant deux explosifs.